# Allium siphonanthum
Allium siphonanthum — вид рослин з родини амарилісових (Amaryllidaceae); ендемік Китаю.

## Опис
Цибулина одиночна або скупчені, циліндрична, 1–1.5 см у діаметрі; оболонка жовтувато-коричнева. Листки майже рівні стеблині, 1.5–3 мм завширшки. Стеблина 18–60 см, кругла в перерізі, вкрита листовими піхвами лише в основі. Зонтик кулястий, густо багатоквітковий. Оцвітина пурпурно-червона; сегменти зворотнояйцювато-довгасті, 5.5–7.8 × 1.8–3 мм, в основі об'єднані в трубку 1.5–2 мм, верхівки тупі; внутрішні трохи довші, ніж зовнішні. Період цвітіння й плодоношення: вересень — жовтень.

## Поширення
Ендемік Китаю — північно-західний Юньнань.
Населяє схили; ≈ 2800 м.